# Regionalna Dyrekcja Lasów Państwowych w Szczecinie
Regionalna Dyrekcja Lasów Państwowych w Szczecinie – jedna z 17 Regionalnych Dyrekcji Lasów Państwowych w Polsce.

## Charakterystyka
Dyrekcja administruje lasami państwowymi o powierzchni 655 tys. ha. Obejmuje ona 35 nadleśnictw, zespół składnic i ośrodek transportu leśnego. Rozciąga się w północno-zachodniej części Polski, obejmując swoim działaniem województwa: zachodniopomorskie, lubuskie i wielkopolskie.
Na terenie Dyrekcji znajdują się zwarte i rozlegle kompleksy leśne, m.in. Lasy Wolińskie, Puszcza Wkrzańska, Puszcza Goleniowska, Puszcza Bukowa, Puszcza Piaskowa, Puszcza Gorzowska, Puszcza Notecka i Puszcza Rzepińska.

## Struktura
RDLP w Szczecinie dzieli się na 35 nadleśnictw:
| - Barlinek - Bierzwnik - Bogdaniec - Bolewice - Chojna - Choszczno - Dębno | - Dobrzany - Drawno - Głusko - Goleniów - Gryfice - Gryfino - Karwin | - Kliniska - Kłodawa - Lubniewice - Łobez - Mieszkowice - Międzychód - Międzyrzecz | - Międzyzdroje - Myślibórz - Nowogard - Ośno Lubuskie - Resko - Rokita - Różańsko | - Rzepin - Skwierzyna - Smolarz - Strzelce Krajeńskie - Sulęcin - Trzciel - Trzebież |

oraz
- Ośrodek Transportu Leśnego w Gorzowie Wlkp.
- Zespół Składnic Lasów Państwowych w Stargardzie

## Ochrona przyrody
Na obszarze RDLP znajdują się 3 parki narodowe, 5 parków krajobrazowych oraz wiele rezerwatów przyrody i zespołów przyrodniczo-krajobrazowych:

### Parki narodowe
- Park Narodowy „Ujście Warty”
- Drawieński Park Narodowy
- Woliński Park Narodowy

### Parki krajobrazowe
- Szczeciński Park Krajobrazowy „Puszcza Bukowa”
- Cedyński Park Krajobrazowy
- Barlinecki Park Krajobrazowy
- Park Krajobrazowy Ujście Warty
- Drawski Park Krajobrazowy

### Rezerwaty przyrody
- woj. zachodniopomorskie – 54
- woj. lubuskie – 31
- woj. wielkopolskie – 2